# The Daylights
The Daylights («Дэйлайтс») — американская рок-группа, сформировавшаяся в 2004 году в Лос-Анджелесе, штат Калифорния. Образовали её братья Ран Джексон (гитара, вокал) и Рики Джексон (бас-гитара, вокал), а также Свен Лерхе (ударные).
Самая известная из их песен «I Hope This Gets To You» была выпущена в декабре 2010 года в качестве виртуального «любовного послания» на YouTube соседа по комнате одного из участников группы своей девушке, с которой тот был в разлуке. В течение первых 72 часов, видео было просмотрено более 1,5 миллиона раз. Их одноимённый альбом «The Daylights» записан в Лондоне и был выпущен 14 сентября 2010 года на собственном лейбле группы 87th Floor Records. Альбом провёл 5 недель в чарте Billboard Heatseekers. Синглы «Rogue Machine» и «I Hope This Gets To You» попали в Top 50 в Hot AC radio. «I Hope This Gets To You» отправился в № 4 на Sirius XM.
The Daylights были хедлайнерами трех туров в поддержку своего одноименного альбома, в том числе «No Reverse Tour» осенью 2011 года. Группа так же выступала на разогреве у Кэти Перри, OneRepublic, NeedtoBreathe, Civil Twilight и Parlotones.

## Состав
- Ран Jackson — гитара, вокал
- Рики Джексон — бас-гитара, вокал
- Свен Лерхе — ударные

## Бывшие участники
- Адам Фарли — ударные

## Дискография
The Shift and Blur (2004)
1. Outsider
2. If Words Were Bullets
3. Boy on the Moon
4. Little Girl
5. Typical
6. Happy
7. She’ll Never Tell
8. You Know Who You Are

Sans Radio EP (2008)
1. Little White Lies
2. Guess I miss(ed) You
3. Probably
4. Slow Down

The Daylights (2010)
1. Black Dove
2. Rogue Machine
3. Richmond Park, Pt. I
4. Alive
5. Weapons
6. Outsider
7. Terra Firma
8. The Last Time
9. Boy On The Moon
10. Quick Fix
11. Guess I Miss(ed) You
12. Digital_Kiss
13. Wins and Losses
14. Happy
15. Richmond Park, Pt. II